# Kelisia fieberi
Kelisia fieberi är en insektsart som beskrevs av Frederick Arthur Godfrey Muir 1917. Kelisia fieberi ingår i släktet Kelisia och familjen sporrstritar. Inga underarter finns listade i Catalogue of Life.